# Дреколье
Дреколье (бел. Дрыко́лле) — деревня в Витебском районе Витебской области Республики Беларусь. В составе Мазоловского сельсовета. В 2,5 км от железнодорожной станции Лужесно на линии Витебск—Невель.

## География
Деревня расположена в 3,4 км к северо-западу от Витебска. Она растянута на 2,4 км от озера Дрекольское на северо-западе, до деревни Хайсы на юго-востоке, за которой проходит железнодорожная линия и автодорога Р115 (Витебск—Городок).
На севере и северо-западе от деревни большой лесной массив.
У узкого перешейка между озёрами Дрекольское и Боровское находится усадьба-охотничий домик (площадь 0,0737 га). Охотничье-рыболовная база Витебского лесхоза.
В 2016 году участок между озёрами (2,259 га) выделен под дендропарк «Дреколье», в котором ГЛХУ «Витебский лесхоз» планировал закладку древесных и кустарниковых видов.

## История
В 18 веке деревня, государственная собственность в Витебском воеводстве Великого княжества Литовского. В 1770 году в составе государственного имения Лужесно. После 1-го раздела Речи Посполитой в 1772 году в Российской империи, в Витебском уезде Псковской, с 1776 года Полоцкой губерний.
В 1785 году деревня Дреколы на ручье Дрекольском, входила в состав большого имения «Лужосна» (всего дворов 133, по ревизии мужеска пола душ 605. Всего земли 4783 десятин) коллежского асессора Венедикта Иванова сына Фатова.
В деревне было 2 двора, 77 жителей.
С 1796 года в Белорусской, с 1802 года Витебской губернии.
После разделения в 1861 году Витебского уезда на волости, в составе Мишковской волости.
Во 2-й половине XIX века деревня при озере Дрикольское в Мишковской волости Витебского уезда Витебской губернии.
На 1906 год деревня Дриколье Шалыгинского сельского общества. 153 десят. удобной земли, 22 десят. неудобной земли. 19 дворов. 52 мужчины. 52 женщины.
После присоединения к БССР, с 20 августа 1924 года Дреколье в Шалыгинском сельсовете в составе Северо-Витебского района Витебского округа.
29 октября центр сельсовета перенесен в д. Михали и сельсовет переименован в Михалевский (Лосвидского района).
С 20 августа 1924 года в Шалыгинском сельсовете Лосвидского, с 29 октября 1924 года Кузнецовского, с 26 марта 1927 года Витебского района Витебского округа (до 26 июля 1930 года).
В начале 20 века деревня относилась к Шалыгинскому сельскому обществу. В марте 1924 года возвращена в состав БССР.
В 1926 году в деревне 27 дворов, 155 жителей.
В 1938 году в Дреколье переселены жители деревни Голубово.
С 20 февраля 1938 года в Витебской области.
Во Вторую мировую войну с середины июля 1941 года до конца июня 1944 года оккупирована нацистскими войсками, которые во время карательной операции в феврале 1944 года сожгли 5 дворов и погубили 7 жителей.
В 1941 года в деревне Дреколье было 29 дворов и 78 жителей.
22 декабря 1960 года был образован Мазоловский сельсовет.
В 1969 году в деревне 35 дворов, 246 жителей.
В 2000 году 67 домохозяйств, 122 жителя. Входила в колхоз «Призыв», центр в Мазолово.
По переписи 2009 года в деревне Дреколье проживало 89 человек.
На 2014 год 44 хозяйства, 63 жителей. Моложе трудоспособного возраста 5, трудоспособного возраста 37, старше трудоспособного возраста 21 человек.
На 2018 год в деревне 51 домовладение, 51 житель.

## Население
- 1785 год — 2 двора, 77 жителей.
- 1905 год — 19 дворов, 104 жителя
- 1926 год — 27 дворов, 155 жителей
- 1941 год — 29 дворов, 78 жителей
- 1969 год — 35 дворов, 246 жителей
- 1997 год — 67 хозяйств, 122 жителя
- 2000 год — 67 домохозяйств, 122 жителя
- 2009 год — 89 жителей (перепись населения)
- 2014 год — 44 хозяйств, 63 жителя.
- 2018 год — 51 хозяйство, 74 жителя

## Достопримечательность
- Городище (V век до н. э. — V в. н. э.), 2 км на юго-запад от деревни —  Историко-культурная ценность Республики Беларусь, шифр 213В000277. Городище (фрагменты древнего укреплённого населённого пункта) раннего железного века. Местное название «Церковщина». Площадка размером 35x45 м, укреплена валами (2—2,5 м) и рвом. Обследовано в 1955 г. Л. В. Алексеевым, в 1972 г. Г. В. Штыховым, в 1981 г. Л. Колядинским[9].

## Известные лица
- Амбросов, Антон Лаврентьевич — белорусский советский учёный фитопатолог-вирусолог. Доктор биологических наук (1967), член-корреспондент АН БССР (1970), профессор (1977)[10].